# Jument

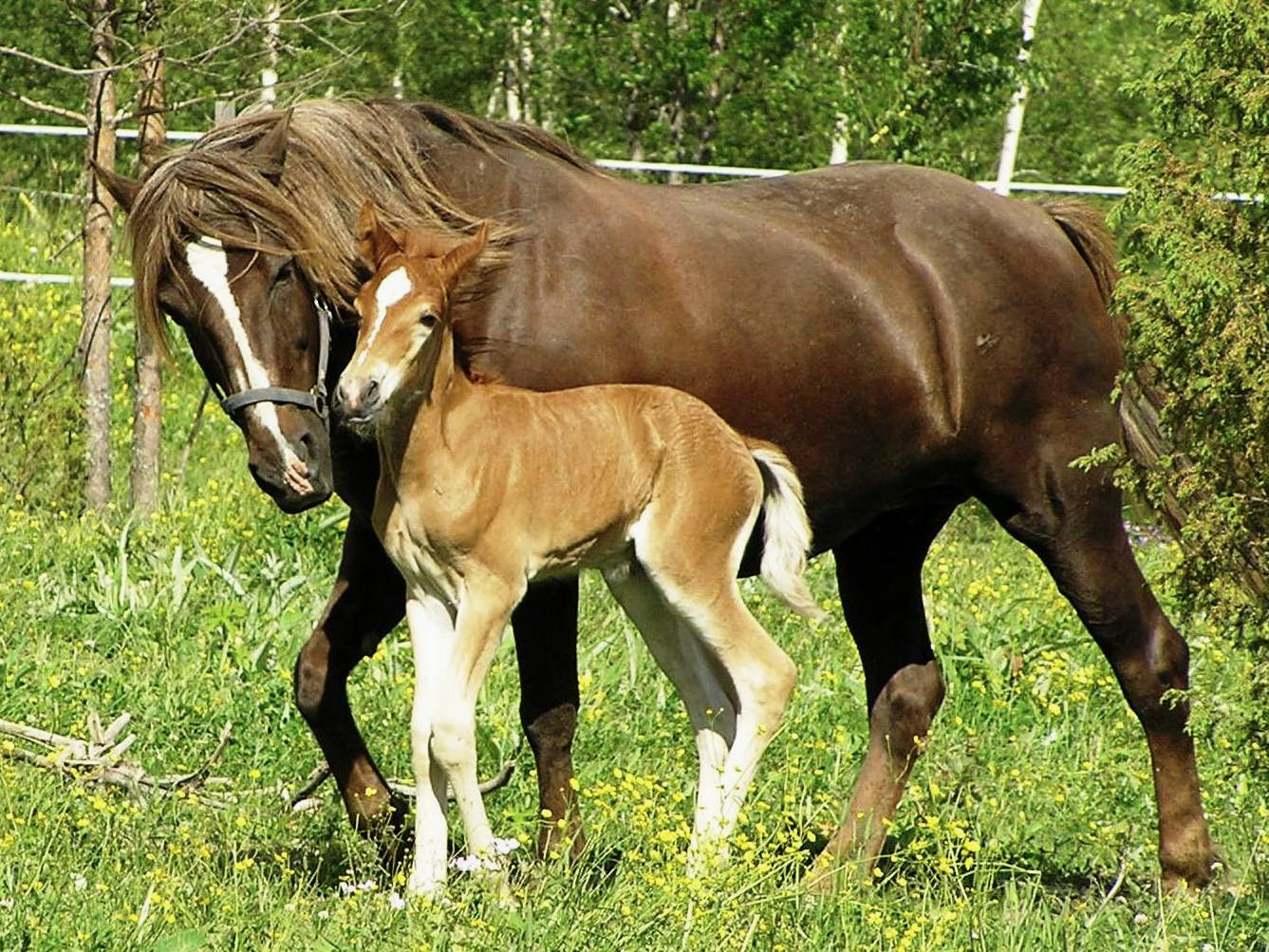
Jument finlandaise accompagnée de son poulain.

La jument est la femelle adulte chez l’espèce du cheval. Domestiquée, elle permet notamment de fournir le lait de jument, et tient fréquemment un rôle de poulinière chez l'éleveur, en donnant naissance à des poulains. Dans la plupart des compétitions de sports équestres, juments et mâles concourent dans la même catégorie. C'est moins souvent le cas en sport hippique, où il existe des courses par tranche d'âge et par sexe.

## Étymologie et terminologie
Le mot « jument » () dérive du latin jumentum, et en langue française a d'abord désigné une « bête de somme » avant de s'employer pour la femelle du cheval au XIIe siècle. Jumentum est attesté au VIe siècle et jumenta aux VIIIe et IXe siècles. Une jument destinée à la reproduction est appelée « jument poulinière », ou simplement « poulinière ». Contrairement au terme « étalon » qui peut s'appliquer à d'autres espèces, comme les ânes, le terme « jument » est plutôt réservé à l'espèce chevaline. Dans la majorité des cas, on désigne par « jument » un cheval femelle adulte âgé de plus de trois ans, et par « pouliche » ceux de moins de trois ans, bien qu'en sport hippique, le terme s'applique uniquement aux animaux de plus de quatre ans.
Le mot équivalent en anglais est mare ; contrairement au français il peut désigner la femelle de l'âne ou d'un autre équidé. Son origine semble antérieure au IXe siècle En vieil anglais la forme courante était mere ou mȳre, forme féminine de mearh (cheval). Le vieux haut-allemand est Mähre. En irlandais et en écossais, le mot est marc, en gallois march, en cornique margh et en breton marc'h. Toutes ces formes celtes semblent d'origine gauloise. Cette forme n'était pas connue avant les langues germaniques et les langues celtiques. Le mot anglais nightmare (« cauchemar ») n'est pas directement lié au nom anglais de la femelle du cheval, mais issu d'une homophonie pour désigner un incube.

## Histoire
Jusqu'à la découverte de la castration, qui permet de changer les chevaux entiers en hongres, et dans les régions où la pratique de la castration est refusée culturellement, les juments étaient préférées aux chevaux mâles pour les besoins utilitaires et la guerre, en raison de la plus grande facilité à les contrôler. Historiquement, les nomades Bédouins de la péninsule Arabique donnaient la préférence aux juments pour leurs raids montés. Ce cas n'est pas une généralité, d'autres cultures ayant préféré les chevaux mâles par volonté d'avoir une bête plus combative, ou en raison de l’inconvénient principal de la jument, qui est la perte de son potentiel de travail en cas de chaleurs, de grossesse, ou dans les premiers mois qui suivent sa mise bas.

## Utilisations

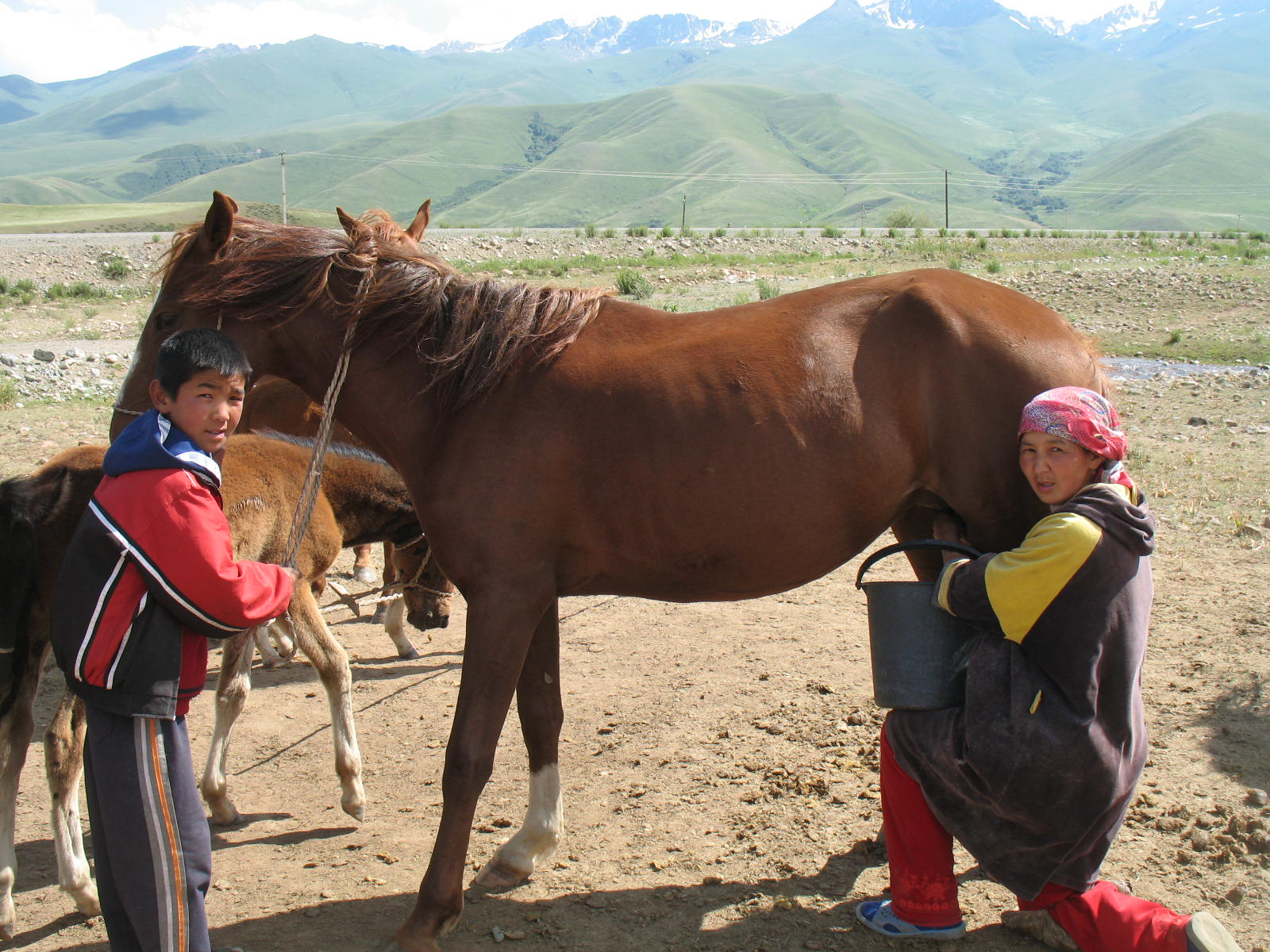
Jument traite pour son lait au Kirghizistan

La fonction première d'une jument est le poulinage, c'est-à-dire donner naissance à des poulains en élevage. Elles peuvent concourir en sport équestre au plus haut niveau (jeux olympiques et jeux équestres mondiaux) et dans les mêmes catégories que les mâles (bien que les mâles soient généralement plus puissants), c'est le cas de championnes comme Ratina Z, Weihaiwej (double médaillée d'or aux championnats du monde de La Haye en 1994), Jalisca Solier (médaillée de bronze aux Jeux Olympiques 2008), ou plus récemment Silvana*HDC en saut d'obstacles. En sport hippique les courses sont souvent classées en fonction de l'âge et du sexe des participants mais certaines grandes épreuves internationales en plat comme en obstacles restent ouvertes aux pouliches. Ruffian, une jument de course américaine, est ainsi célèbre pour avoir disputé un match contre le meilleur Pur Sang mâle du moment. Dans des clubs ou centres équestres les juments sont préférés aux étalons pour apprendre aux enfants et aux débutants à monter à cheval. On se sert aussi de leur crin.
Les juments peuvent aussi être élevées pour leur lait, traditionnellement très consommé dans les pays d'Asie centrale et en Russie. Le lait de jument est riche en oligo-éléments, en vitamines et composé de plus de 40 nutriments,.
Au Canada, le médicament Prémarin, un traitement hormonal pour les femmes, est fabriqué à partir d'urine de juments gestantes.

## Dans la culture

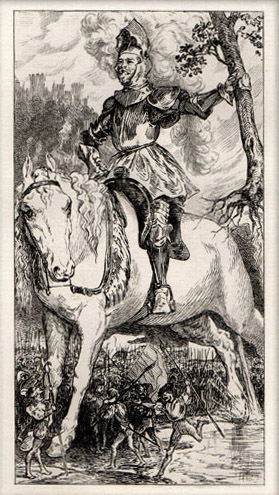
Grand Jument, la monture de Gargantua.

Dans les œuvres de Rabelais, le géant Gargantua se voit remettre la gigantesque Grand Jument. Dans la littérature, Flicka, créée par Mary O'Hara, donne son nom à un célèbre livre pour la jeunesse. En bande dessinée, Arabesque appartient au Caporal Blutch. Marcel Aymé a intitulé l'un de ses romans La jument verte, dont Claude Autant-Lara tirera un film en 1959, avec Bourvil dans le rôle principal. Le terme peut avoir une connotation particulière en pornographie, où « étalon » désigne l'homme dominant, et « jument » la femme soumise.
Le mot anglais pour désigner le cauchemar est nightmare, qui peut se décomposer en « jument de la nuit » (night et mare). Cette homophonie a donné naissance à une créature du même nom dans le folklore populaire anglo-saxon, présentée comme une jument noire qui torture les dormeurs pour leur donner d'horribles cauchemars. Plus récemment, cette créature est entrée dans le bestiaire du jeu de rôles Donjons et dragons.
Dans la mythologie grecque, c'est pour les juments immortelles de Laomédon, capables notamment de marcher sur l'eau, qu'Héraclès vient à lutter contre le monstre marin Céto,.